# (13691) Akie
(13691) Akie ist ein Asteroid des mittleren Hauptgürtels, der am 30. September 1997 vom japanischen Amateurastronomen Atsuo Asami am Observatorium in Hadano (IAU-Code 355) in der Präfektur Kanagawa entdeckt wurde. Eine Sichtung des Asteroiden hatte es vorher schon am 14. Februar 1983 unter der vorläufigen Bezeichnung 1983 CQ5 am National Astronomical Observatory of Japan in Mitaka bei Tokio gegeben.
Der Asteroid wurde am 26. Juli 2000 nach der Ehefrau des Entdeckers benannt: Akie Asami (* 1957).